# Axel T. Schreiner
Axel Tobias Schreiner (* 23. Mai 1947 in Aalen) ist ein deutscher Informatiker und Hochschullehrer im Ruhestand. Bekannt wurde er vor allem durch seine Arbeiten zur objektorientierten Programmierung mit der Sprache C sowie durch seine Beiträge zur systemnahen Programmierung unter Unix.

## Leben und Wirken
Schreiner studierte zunächst Mathematik an der Universität Stuttgart, wo er 1968 das Vordiplom erlangte. Danach setzte er seine Mathematik-Studien an der Northern Illinois University fort und schloss diese ebenda 1969 mit dem Master of Science ab. Anschließend war er als Lehr- und Forschungsassistent an der University of Illinois in Urbana-Champaign tätig, zuerst bis 1971 am Department of Mathematics und danach am Department of Computer Science. 1974 wurde er dort mit einer Schrift über die von ihm entwickelte Programmiersprache CLEOPATRA promoviert.
Später war Schreiner als Dozent an der Universität Ulm, der Universität Osnabrück sowie am Rochester Institute of Technology (RIT) in den USA tätig. Sein Schwerpunkt lag dabei auf Compilerbau, objektorientierten Methoden und systemnaher Programmierung.

## Werke
Mehrere praxisorientierte Bücher stammen aus seiner Feder, darunter:
- Object-Oriented Programming with ANSI-C (1993) – eine Einführung in objektorientierte Konzepte mit der Programmiersprache C. (Englische Ausgabe online als PDF verfügbar)

- Professor Schreiners Unix-Sprechstunde – Technik, Tipps und Tricks von awk bis yacc (1987)

- System-Programmierung in UNIX – basierend auf Vorlesungen an der Universität Ulm.

Zusätzlich war er Mitautor der deutschen Ausgabe von Programmieren in C: Mit dem C-Reference Manual in deutscher Sprache.

## Forschung
Zu seinen Forschungsgebieten zählen:
- Objektorientierte Parsergeneratoren
- Lexikalische Analyse in objektorientierten Frameworks
- Syntaxbaumverarbeitung und Übersetzerbau

Darüber hinaus entwickelte Schreiner Software für den ACM Programming Contest, darunter ein verteiltes Scoreboard-System und Unix-basierte Verwaltungsskripte.

## Bedeutung
Als Pionier der objektorientierten Programmierung in C fanden seine
Arbeiten vor allem in Bildungskontexten und ressourcenlimitierten
Systemen große Beachtung.